# 張子信
张子信。河内郡或清河郡人，北魏末年至北齐医生、天文学家。
张子信性格清朗沉稳，爱好涉猎文学。年轻时就因医术闻名，隐居在白鹿山。他曾游历都城邺城，受到魏收、崔季舒等人的礼遇，他们还创作了数篇《赠答子信诗》。大宁年间，他被征召为尚药典御。武平初年，又被征召为太中大夫，但时常被允许回到山中，没有在邺城长期居住。张子信擅长占卜。一次，武卫奚永洛与张子信对坐时，有喜鹊在庭院的树上鸣叫，张子信便将其击落。他说：“喜鹊的叫声是不祥之兆。如果傍晚时分有西南风袭来，绕树而过、扫过堂角，就会发生口舌是非之事。今夜即便有人呼唤，你也绝不能前往。就算是皇命，也要以生病为由推辞。”张子信离开后，果然刮起了他所说的那种风。当晚，琅邪王高俨五次派遣使者，声称有皇命要召见奚永洛。奚永洛本打算前去，但其妻子加以阻止，他便以坠马伤腰为由推脱未去。而当时赶赴朝廷的人，都遭遇了清洗之祸。北齐灭亡后，张子信去世。
张子信学识广博，尤其精通历法算术。为躲避北魏末年的葛荣之乱，他隐居海岛三十余年。期间用浑天仪观测日、月及五大行星，计算差值，发现了一些与传统理论不符的天体运行现象：太阳运行在春分后变慢，秋分后变快（即“日行盈缩”的发现）；还发现了日食发生的条件，并提出五大行星的运行速度与二十四节气相关的学说。